# Baliza de la isla de Tambo
La baliza de la isla de Tambo es un baliza situado en la isla de Tambo, cerca de la localidad de Poyo, provincia de Pontevedra, Galicia, España. Está gestionada por la autoridad portuaria de Marín.

## Historia
Se aprobó la construcción de la baliza en junio de 1916 tras el plan general de balizamiento, pero no se puso en funcionamiento hasta 1922.